# Cyperus grayioides
Cyperus grayoides  es una especie de planta del género Cyperus. Es originaria de los Estados Unidos desde Illinois por Misuri y Arkansas hasta Texas y Louisiana.

## Descripción
Es una hierba perenne que crece a partir de una red de tuberosos rizomas, produciendo racimos de tallos triangulares de 35 hasta 48 centímetros de altura. Las hojas de color gris verdoso miden hasta 25 centímetros de largo.  La inflorescencia es un grupo de varios picos redondeados que contienen muchas espiguillas.

## Hábitat
Esta planta crece en hábitats arenosos, como las dunas de arena y praderas. En ocasiones se puede ver en las carreteras. Trata de adaptarse a la perturbación periódica que se produce debido a la erosión del viento y del hábitat, como las dunas.
Esta planta es, a menudo, común donde se produce. Sin embargo, su hábitat está amenazado por el desarrollo y la degradación. La pérdida de un normal régimen de fuego es una amenaza, ya que es un importante vector de la perturbación natural en la que la planta se basa. El pastoreo y la extracción de arena son también amenazas.

## Taxonomía
Cyperus grayioides fue descrita por Robert H. Mohlenbrock   y publicado en Brittonia 11: 255 1959.
Etimología
Ver: Cyperus
grayioides: epíteto que significa "similar a Cyperus grayi"